# Isola Centre
L'isola Centre è un'isola situata al largo della costa di Fallières, nella Terra di Graham, in Antartide. L'isola, che raggiunge una lunghezza di circa 6 km e una larghezza massima di 3, si trova in particolare nella parte meridionale della baia Square, tra l'isola Horseshoe e la terraferma, e circa 2,5 km a sud dell'isola Broken.

## Storia
L'isola Centre è stata scoperta spedizione britannica nella Terra di Graham, condotta dal 1934 al 1937 al comando di John Riddoch Rymill, il quale la battezzò con il suo attuale nome in virtù della sua posizione rispetto alle altre isola presenti nella baia Square: in inglese "centre" significa infatti "centro".